# ناحیه میانوالی
ناحیه میانوالی (به انگلیسی: Mianwali District) یکی از ناحیه‌های پاکستان در پاکستان است که در پنجاب واقع شده‌است. ناحیه میانوالی ۵٬۸۴۰ کیلومتر مربع مساحت و ۱٬۵۴۶٬۰۹۴ نفر جمعیت دارد.